# Gassa a frizione
La gassa a frizione è una modifica del famosissimo nodo chiamato gassa d'amante. Mentre quest'ultima non stringe, la gassa a frizione, come suggerisce il nome, fa scorrere la cima corrente, stringendo l'occhiello. Può essere considerato più sicuro e più completo della gassa a serraglio e simile all'attacco del guardiamarina.

## Usi

### Nautica
- Stringere saldamente una cima attorno a un palo, solo se la cima resta sempre in tensione.

## Esecuzione
La sua realizzazione è molto semplice, ma se non si dà molta cima potrebbe sciogliersi. Inoltre bisogna mantenerlo in tensione, perché potrebbe sciogliersi se sottoposto a continuo movimento.